# Ямашкин, Анатолий Александрович
Анато́лий Алекса́ндрович Яма́шкин (род. 30 июня 1956, село Отрадное, Мордовская АССР) — советский и российский ландшафтовед и географ. Доктор географических наук, профессор. Действительный член Русского географического общества и Председатель отделения Русского географического общества в Республике Мордовия. Заслуженный географ Российской Федерации (2023). Заслуженный деятель науки Республики Мордовия.
Известен как председатель редакционной коллегии атласа Республики Мордовия и идеолог издания. Является специалистом в области ландшафтного планирования территорий и геоэкологической диагностики состояний природно-социально-производственных систем.

## Биография
Родился 30 июня 1956 года в селе Отрадное Чамзинского района Мордовской АССР.
В 1974 году поступил в Мордовский государственный университет на историко-географический факультет. На третьем курсе отправился в первую студенческую экспедицию под руководством Адольфа Альбертовича Крауклиса — в Южную тайгу Приангарья (1976—1977).

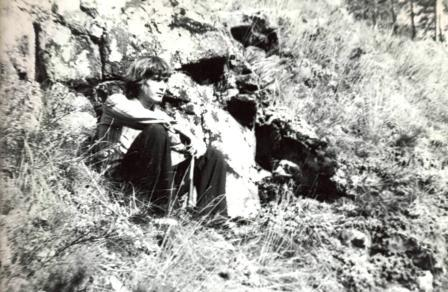
А. А. Ямашкин в экспедиции. Чуноярский стационар, Южная тайга Приангарья (1976—1977)

В 1979 году окончил историко-географический факультет, после чего поступил в аспирантуру Московского государственного университета им. М. В. Ломоносова. В 1985 году под руководством профессора А. А. Макуниной защитил диссертацию на соискание учёной степени кандидата географических наук по теме «Ландшафты Мордовской АССР и их изменение в условиях хозяйственного освоения». В 1990 году основал научно-производственного центр экологических исследований Мордовского государственного университета, научным руководителем (директором) которого является по настоящее время. С 1990 по 1995 годы занимал должность заведующего кафедрой геодезии, картографии и геоинформатики. В 1992 году Ямашкину присвоено учёное звание доцента.
В 2000 году защитил докторскую диссертацию по теме «Геоэкологические основы исследования процессов хозяйственного освоения ландшафтов: на примере Республики Мордовия», руководителем которой стал ведущий научный сотрудник Института географии РАН Б. И. Кочуров. В 2002 году основал кафедру геоэкологии и ландшафтного планирования, которая в 2014 году преобразована в кафедру землеустройства и ландшафтного планирования. В 2002 году получил звание профессора.
Научный руководитель проектов по грантам ФЦП «Интеграция», «Университеты России» (2002—2003, 2003—2004); Российского гуманитарного научного фонда (2002—2003, 2007—2008), Российского фонда фундаментальных исследований (2002—2004), автором-составителем государственных докладов о состоянии и об охране окружающей среды Республики Мордовия, экологических обоснований в градостроительной документации ряда городов и поселков Республики Мордовия . В 2009 году принял участие в разработке Схемы территориального планирования Республики Мордовия.
В 2007 профессору Ямашкину присвоено звание заслуженного деятеля науки Республики Мордовия. В 2009 году избран на должность исполняющего обязанности декана географического факультета Мордовского государственного университета, в 2010 году стал деканом. В это же время избирается председателем отделения Русского географического общества в Республике Мордовия. В 2011—2012 годах руководил грантами ВОО «Русское географическое общество» по научно-исследовательским проектам «Создание географического атласа Республики Мордовия» и «Издание географического атласа Республики Мордовия».

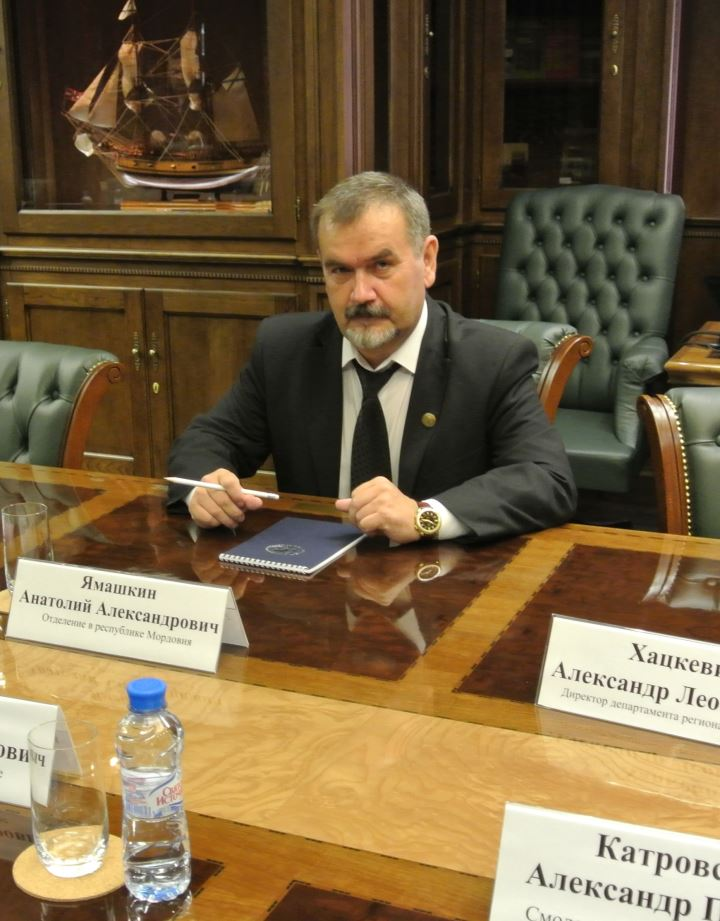
Председатель Отделения РГО в Республике Мордовия, профессор Ямашкин А. А. в штаб-квартире Русского географического общества

## Вклад в науку
Профессор Ямашкин — научный руководитель проектов по грантам ФЦП «Интеграция», «Университеты России»; Российского гуманитарного научного фонда, Российского фонда фундаментальных исследований, ВОО «Русское географическое общество» (2011—2012).
В географическом атласе Республики Мордовия, созданном по гранту Русского географического общества под научным руководством Ямашкина А. А., дается комплексная характеристика природных условий и ресурсов республики, её истории, населения, хозяйства, экологии, природного и исторического наследия культурного ландшафта.
Руководитель кафедры землеустройства и ландшафтного планирования.
Создатель региональной географической информационной системы (ГИС) «Мордовия», которая обеспечивает сбор, хранение, обработку, анализ и отображение пространственно-временных данных об экологическом состоянии природно-социально-производственных систем Республики Мордовия. Под руководством Ямашкина издана серия настенных карт Русского географического общества «Природное и культурное наследия Республики Мордовия».
Публикации ученого посвящены проблемам в области ландшафтного планирования, геоинформационных систем, дистанционного зондирования Земли и опубликованы в международных научных журналах, индексируемых в Scopus и Web of Science.

## Редактор
- Journal of the Geographical Institute «Jovan Cvijić» SASA[16] (Республика Сербия, г. Белград)
- Вестник Мордовского университета[17] (Россия, Саранск)
- Современные проблемы территориального развития[18] (Россия, Саранск)
- Вестник РГУ им. С. А. Есенина[19] (Россия, Рязань)

## Награды
- Заслуженный географ Российской Федерации (25 августа 2023 года) — за заслуги в научно—педагогической деятельности, подготовке квалифицированных специалистов и многолетнюю добросовестную работу[20]

Также награждён премиями, почетными грамотами, дипломами и медалями:
- Лауреат Огаревской премии в области естественных наук (1986)
- Почетная грамота Министерства образования Республики Мордовия (1999)
- Почетная грамота Министерства экологии и природопользования Республики Мордовия (1999)
- Благодарность Главы Республики Мордовия (2001)
- Почётные грамоты Правительства Республики Мордовия (2001, 2006)
- Cертификат признательности Поволжской ассоциации государственных классических университетов (2003)
- Бронзовая медаль ВВЦ РФ (2004)
- Дипломом IV ярмарки бизнес-ангелов и инноваторов Приволжского федерального округа (2006)
- Заслуженный деятель науки Республики Мордовия (2007)
- Диплом Министерства природных ресурсов Российской Федерации (2008)
- Медаль «За заслуги. В ознаменование 1000-летия единения мордовского народа с народами Российского государства» (2012)
- Лауреат Национальной географической премии «Хрустальный компас» (2013)

## Основные работы
- Географический атлас Республики Мордовия / А. А. Ямашкин (пред. ред. колл.). — Саранск: Изд-во Мордов. ун-та, 2005. — 204 с. — 970 экз. — ISBN 978-5-7103-2581-0.
- Ямашкин А. А. Физико-географические условия и Ландшафты Мордовии. — Саранск: Изд-во Мордов. ун-та, 1998. — 156 с. — ISBN 5-7103-0380-1.
- Ямашкин А. А. Геоэкологический анализ процесса хозяйственного освоения ландшафтов. — Саранск: Изд-во Мордов. ун-та, 2001. — 232 с. — ISBN 5-7493-0644-4.
- Мордовский национальный парк «Смольный» / А. А. Ямашкин (пред. ред. колл.). — Саранск: Изд-во Мордов. ун-та, 2000. — 88 с. — ISBN 5-88608-059-7.
- Природное и историческое наследие культурного ландшафта Мордовии / Ямашкин А. А.. — Саранск: Изд-во Мордов. ун-та, 2008. — 162 с. — ISBN 978-5-7493-1341-3.
- Ямашкин А. А., Руженков В. В., Ямашкин Ал. А. География Республики Мордовия (учебное пособие). — Саранск: Изд-во Мордов. ун-та, 2004. — 124 с. — ISBN 5-7103-1051-4.

Автор более 300 научных и учебно-методических работ, в том числе 12 монографий (10 в соавторстве), 6 учебных пособий. Является заведующим общественной научно-отраслевой редакцией «География» энциклопедии «Мордовия», в которой опубликовал более 50 статей, переведенных на эрзянский и мокшанский языки.